# لاژانی (ناحیه ستراکونیتسه)
لاژانی (به چکی: Lažany) یک منطقهٔ مسکونی در جمهوری چک است که در ناحیه ستراکونیتسه واقع شده‌است. لاژانی ۳٫۲۲ کیلومتر مربع مساحت و ۲۸۱ نفر جمعیت دارد و ۵۰۶ متر بالاتر از سطح دریا واقع شده‌است.